# مجريو كرواتيا
مجريو كرواتيا، أحد المجموعات العرقية في جمهورية كرواتيا من أصل مجري، والأقلية معترف بها من قِبل الحكومة الكرواتية.
بحسب تعداد السكان الكرواتي لعام 2011، سُجل 14,048 نسمة من أصل مجري يعيشون في كرواتيا بنسبة 0.33% من جملة السكان. حوالي الثلثين منهم (8,249 نسمة) يعيشون في مقاطعة أوسييك-بارانيا شرق كرواتيا، وخاصة في المنطقة الواقعة على الحدود مع المجر في الشمال. كذلك تتواجد مجتمعات صغيرة من أصل مجري في أجزاء أخرى من البلاد، بما في ذلك بعض مناطق مقاطعة بيلوفار-بيلوغورا وسط البلاد، فبها 881 نسمة يعتبرون أنفسهم مجريو الأصل.